# Servando Fernández-Victorio Camps
Servando Fernández-Victorio Camps (Barcelona, 26 de julio de 1904-Madrid, 19 de noviembre de 1984) fue un político y jurista español. Durante la Dictadura franquista llegó a ejercer puestos relevantes, siendo gobernador civil en las provincias de Granada y Burgos.

## Biografía
Nacido en Barcelona en 1904, realizó estudios de derecho en la Universidad Central de Madrid. Miembro de Falange, tras el estallido de la Guerra civil fue detenido por las autoridades republicanas y durante la contienda permaneció encarcelado en zona republicana. En 1939 sería puesto en libertad por los franquistas.
Acabada la guerra ingresó en el Cuerpo Jurídico Militar. Voluntario de la División Azul, llegó a combatir en el frente oriental durante la Segunda Guerra Mundial. Fue miembro de la Milicias de FET y de las JONS. Con posterioridad también perteneció a las hermandades de Excautivos y a la de Excombatientes, así como a la «Vieja Guardia» de la Falange.
Fue gobernador civil y jefe provincial de FET y de las JONS en Granada, cargo que ejerció entre 1947 y 1956. En 1948 debió hacer frente a las inundaciones que asolaron la provincia, debiendo solicitar un crédito de diez millones de pesetas del Servicio Nacional del Crédito Agrícola para atender a los labradores y campesinos afectados. Otro hecho reseñable bajo su mandato fue la llegada del ferrocarril a Motril en 1953. Con posterioridad ejerció como gobernador civil de Burgos, así como presidente del Tribunal de Cuentas. También fue miembro del Consejo Nacional del «Movimiento» por libre designación.